# 芙蓉燒包

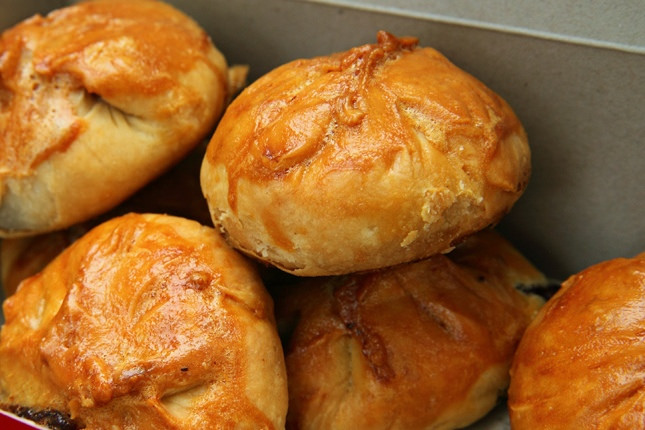
芙蓉燒包

芙蓉燒包（Seremban Siew Pau）為馬來西亞森美蘭州首府芙蓉市（Seremban）的代表美食，與廣式點心中的叉燒酥和酥皮叉燒包類似。
芙蓉燒包的原型為廣式燒包，在20世紀中期已經流傳於馬來半島的廣東社群，戰後許多廣東人開設的茶樓都有推出燒包這道料理，但並非各家茶樓所重點推薦的點心種類。燒包的誕生是使用生肉調味而成，但早期在茶樓內販售的燒包，是使用茶樓內賣不完的點心，如叉燒包、燒賣等，將其餡料回收加工而成；然而目前的芙蓉燒包則是使用叉燒丁及炒熟的肉丁，加上洋蔥、沙葛、青豆、薑等多種材料，用酥皮包裹後，抹上蛋汁與芝麻再烘焙而成。
1970年代起，在芙蓉市開始出現販賣脆皮燒包的攤位和流動攤販，其多層次的外皮與豐富味道的內陷，引起芙蓉市民的歡迎。在1990年代，開始有人將燒包引入吉隆坡及市郊八打靈再也（Petaling Jaya）的茶餐室、美食中心及巴剎販售，成為市民的飯後甜點或下午茶點心。因這種新形式的燒包是源自於芙蓉市，於是被業者冠上芙蓉市的地名，形成現今的芙蓉燒包。
目前，芙蓉燒包以成為馬來西亞華人社區對燒包的代名詞，甚至在芙蓉市內也設立了一家“芙蓉燒包城”。隨著芙蓉燒包的成功行銷，名聲大噪後，也傳至馬來半島各城市，各城市也開始推出以當地名稱冠名的燒包或點心，另外為了拓展更大的市場，也推出了符合清真食品認證——雞肉口味的芙蓉燒包。

## 制作过程
芙蓉烧包是一道具有地方特色的传统小吃，制作过程如下：
1. 准备面团和馅料。面团一般使用高筋面粉和水，揉至光滑后静置片刻；馅料则可选用猪肉、绿豆、洋葱、青豆等原料进行混合搅拌，加入适量调料提味。
2. 将面团擀成薄片，用模具切成圆形面皮，摆放在手掌心上，将馅料放入其中。
3. 手指轻轻按压，将面皮从四周向中心捏起，捏成如芙蓉般的形状，将馅料完全包裹在面皮内。
4. 在烤盘上铺上蒸笼布，将芙蓉烧包摆放在上面，留有一定间隔，避免粘连。
5. 将面团放在铺有烤纸的烤盘上，裹第一次蛋液放入已经准备好温度达190度的烤箱烤15分钟，裹第二次蛋液放入已经准备好温度达190度的烤箱烤20分钟
6. 最后，可在烧包上淋上少许芝麻油、酱油、香油等调料，提升风味。

芙蓉烧包的制作过程虽然简单，但需要匠心精神和丰富的经验才能制作出口感和味道兼具的美食佳品。